# Baby (Silésie)
Pour les articles homonymes, voir Baby.
Baby (prononciation : [ˈbabɨ]) est une localité polonaise de la gmina de Kruszyna, située dans le powiat de Częstochowa en voïvodie de Silésie.